# Parque de las Banderas
Parque de las banderas  (conocido originalmente como Parque Panamericano) es un parque ubicado en el barrio de San Antonio en Cali, Colombia. 
Con motivo de los Juegos Panamericanos de 1971 realizados en Cali, la municipalidad con el objetivo de ser una sede digna para recibir a los deportistas de América impuso un conjunto de obras urbanísticas entre las cuales estaba la compra de los terrenos adyacentes al complejo deportivo ya existente, que incluye el estadio Pascual Guerrero,  el Gimnasio cubierto y consecutivamente integrando las piscinas y el diamante de béisbol, para crear el parque que sería la insignia de los juegos y la puerta al acceso peatonal hacia las instalaciones deportivas. Proyectado en 1969 en donación por la firma de arquitectos Lago y Saenz C Ltda. En asociación con Camacho y Guerrero Arquitectos Ltda. 

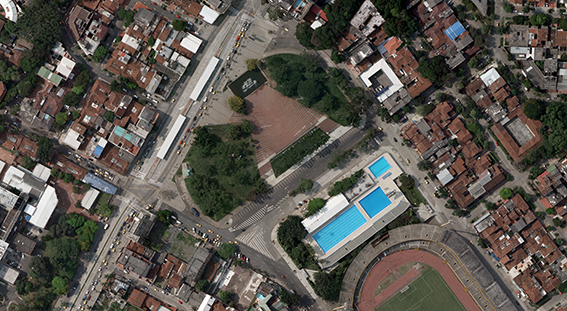
Tomado de ORTOFOTO Cali

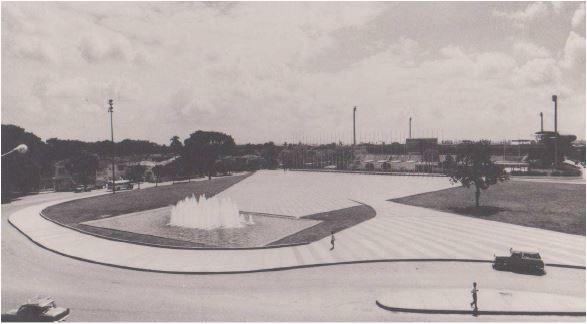
Foto de Anuario De La Arquitectura En Colombia 1971

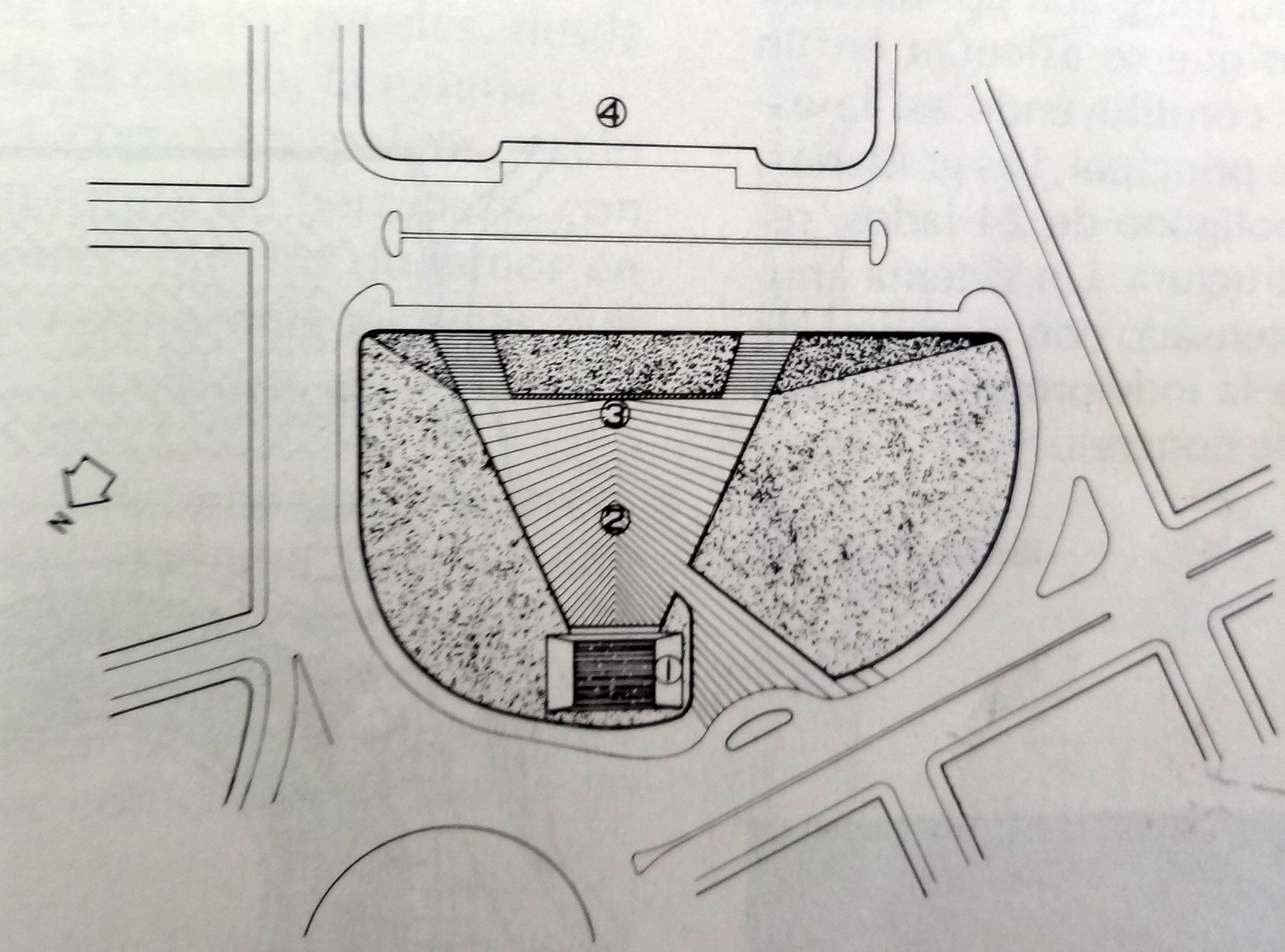
Foto de Monumentos Nacionales De Colombia Siglo XX

## Características
Sobre la vía Principal (Calle 5°) se situó una fuente de proporciones rectangulares, la cual fue donada por las Empresas Municipales; en el vértice del triángulo que da forma a la plaza de allí se asciende con una suave pendiente hacia la base donde emergen 37 astas de banderas que incluyen a los países participantes de los juegos, la bandera colombiana, la de Valle del Cauca y la de Cali. La inclinación de la plaza va en sentido contrario a la inclinación del terreno, lo que permite desde su punto más alto visualizar perfectamente todo el complejo deportivo.

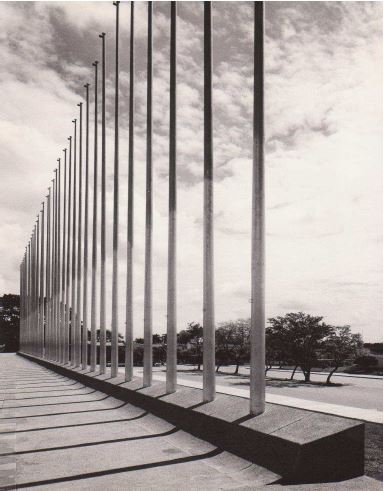
Foto de Anuario De La Arquitectura En Colombia 1971

## Características paisajísticas
Las elevaciones del agua y las astas de las banderas generan el volumen dentro del espacio. Es un espacio creado como recibidor a la unidad deportiva,  carece de monumentos y tratamientos de fachada por esto facilita el uso del espacio y se aprovecha para la realización de eventos masivos de todo tipo como encuentros culturales, religiosos, políticos y recreativos. Exalta la sencillez del lugar, logrando con su simpleza la sensación de monumentalidad.
En cuanto a la vegetación existente del parque, responde a la asociación de bosque seco tropical con especies nativas como el chiminango, la ceiba, mango, acacia amarilla, e introducidas como la palma real cubana, swinglea, ficus. 

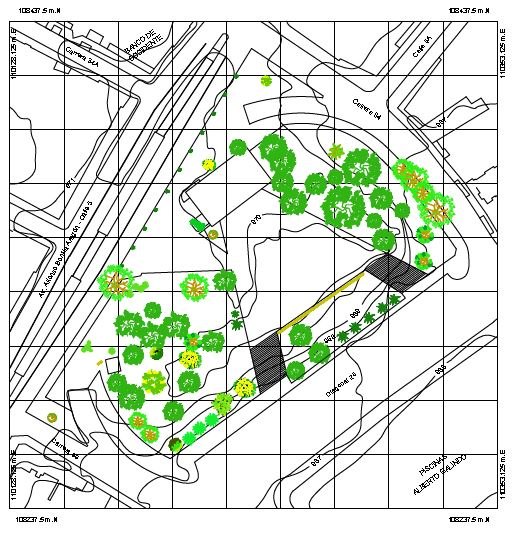
Tomado del Inventario Del Espacio Público De Interés Cultural Para La Ciudad De Santiago De Cali

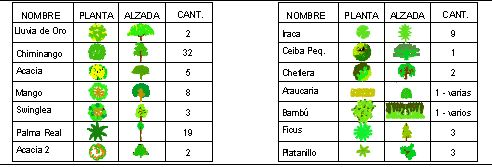
Tomado del Inventario Del Espacio Público De Interés Cultural Para La Ciudad De Santiago De Cali

## Acontecimientos
- El 29 de julio de 1971 llegó a parque el fuego panamericano, donde lo esperaba una multitud aproximada de 100 mil personas.
- En el 2011 Se realizó actividades del Festival Petronio Álvarez
- Fue propuesto como Monumento Nacional el 26 de octubre de 1994
- El 12 de octubre de 2019 se cambiaron las banderas institucionales por banderas que comunidades de 22 comunas y 15 corregimientos elaboraron a mano, esto como un acto de memoria que visibiliza al liderazgo social y llama la atención sobre los cambios de Cali como distrito especial.